# Handbal in Suriname
Handbal is in Suriname een sport die alleen op amateurniveau wordt gespeeld. Er is geen Surinaamse handbalbond die de sport vertegenwoordigt.
In Brokopondo en Sipaliwini, districten waar relatief weinig wordt gesport (23% van de bevolking), wordt vooral in teamverband gesport. Hierbij gaat het in de praktijk om handbal en voetbal. Daarnaast wordt in Suriname gehandbald op sportdagen van scholen.
Pearl van der Wissel is een Nederlandse handbalster met Surinaamse voorouders die op Europees clubniveau speelde en tijdens wereldkampioenschappen handbal.

## Geschiedenis
Handbal werd in Suriname aan het begin van de 20e eeuw geïntroduceerd. In de jaren 1930 werd met handbal rekening gehouden bij de aanleg van de Gysbertha-speelplaats in Paramaribo. Daarnaast werd er door padvinders gedurende de jaren dertig terugkerend demonstratiewedstrijden gegeven, zowel in Paramaribo als in Coronie, en wedstrijden georganiseerd.
In het algemeen is de beoefening van de handbalsport echter beperkt gebleven. In 1955 opende oud-gouverneur Jan Klaasesz nog een sportveld van het Christelijk Hervormd Jeugdwerk die mede bestemd was voor handbal, en bouwde de sociaal-culturele Algemene Moslim Organisatie Suriname in 1979 aan een nieuwe sporthal die onder meer bestemd was voor handbal.